# Нуримановский район
Нурима́новский райо́н (баш. Нуриман районы) — административно-территориальная единица (район) и муниципальное образование (муниципальный район) в её границах под наименованием муниципальный район Нуримановский район (баш. Нуриман районы муниципаль районы) в составе Республики Башкортостан Российской Федерации.
Административный центр — село Красная Горка.

## География
Район находится на левобережье нижнего течения реки Уфы, к северо-востоку от г. Уфы, граничит с Иглинским, Благовещенским и Караидельским районами Республики Башкортостан, на юго-востоке граничит с Челябинской областью. Площадь района составляет 2 634 км².
Северная часть территории района расположена на Уфимском плато, южная часть — на Прибельской увалисто-волнистой равнине. Леса занимают 78 % площади района (205,5 тыс. га). Район богат лесами из пихты, сосны, березы, липы, дуба и осины. Гидрографическую сеть образует река Уфа с притоками. Почвы: серые лесные, светло-серые, темно-серые лесные и дерновоподзолистые. Выявлены месторождения доломита, известняка, песчано-гравийной смеси, кирпичной глины.

## История
Район образован 20 августа 1930 года, когда, согласно постановлению президиума ВЦИК, было ликвидировано деление на кантоны. 30 декабря 1966 года центр района был перенесён из рабочего посёлка Иглино в село Красная Горка.

## Население
| 1939    | 1959    | 1970    | 1979    | 1989    | 2002    | 2008    | 2009    | 2010    |
| ------- | ------- | ------- | ------- | ------- | ------- | ------- | ------- | ------- |
| 62 249  | ↘42 205 | ↘34 119 | ↘28 077 | ↘22 985 | ↘21 932 | ↘21 421 | ↘21 410 | ↘20 824 |
| 2012    | 2013    | 2014    | 2015    | 2016    | 2017    | 2018    | 2019    | 2021    |
| ↘20 667 | ↗20 723 | ↘20 620 | ↘20 591 | ↘20 522 | ↘20 353 | ↘20 120 | ↘19 906 | ↗20 523 |

Согласно прогнозу Минэкономразвития России, численность населения будет составлять:
- 2024 — 20,27 тыс. чел.
- 2035 — 19,58 тыс. чел.

### Национальный состав
Согласно Всероссийской переписи населения 2010 года: башкиры — 37,4 %, татары — 28 %, русские — 22,7 %, марийцы — 10,2 %, лица других национальностей — 1,7 %.
По итогам переписи населения 2020 года проживали следующие национальности (национальности менее 0,1 % и другое см. в сноске к строке «Другие»):
| Национальность | Численность, чел. | Доля     |
| -------------- | ----------------- | -------- |
| Башкиры        | 7825              | 38,13 %  |
| Русские        | 5386              | 26,24 %  |
| Татары         | 5105              | 24,87 %  |
| Марийцы        | 1807              | 8,80 %   |
| Узбеки         | 78                | 0,38 %   |
| Армяне         | 57                | 0,28 %   |
| Таджики        | 43                | 0,21 %   |
| Чуваши         | 42                | 0,20 %   |
| Украинцы       | 24                | 0,12 %   |
| Другие         | 156               | 0,77 %   |
| Итого          | 20 523            | 100,00 % |

### Языковой состав
Согласно Всероссийской переписи населения 2010 года родными языками населения являлись: башкирский — 35,6 %, русский — 28,5 %, 
татарский — 28 %, марийский — 9,6 %.
Согласно Всероссийской переписи населения 2020 года родными языками населения являлись: башкирский — 35,7 %, русский — 29,4 %, 
татарский — 24,5 %, марийский — 8,3 %.

## Административно-муниципальное устройство
В Нуримановский район как административно-территориальную единицу республики входит 12 сельсоветов.
В Нуримановском муниципальном районе 12 сельских поселений:
| №  | Сельские поселения         | Административный центр | Количество населённых пунктов | Население | Площадь, км2 |
| -- | -------------------------- | ---------------------- | ----------------------------- | --------- | ------------ |
| 1  | Байгильдинский сельсовет   | село Байгильдино       | 11                            | ↘1723     | 48,38        |
| 2  | Баш-Шидинский сельсовет    | деревня Баш-Шиды       | 3                             | ↘870      | 12,39        |
| 3  | Красногорский сельсовет    | село Красная Горка     | 6                             | ↘4923     | 52,09        |
| 4  | Красноключевский сельсовет | село Красный Ключ      | 6                             | ↘2563     | 3,82         |
| 5  | Никольский сельсовет       | село Никольское        | 5                             | ↘864      | 13,59        |
| 6  | Новокулевский сельсовет    | село Новокулево        | 6                             | ↘2202     | 32,34        |
| 7  | Новосубаевский сельсовет   | село Новый Субай       | 6                             | ↘527      | 24,01        |
| 8  | Павловский сельсовет       | село Павловка          | 2                             | ↘3905     | 2,98         |
| 9  | Первомайский сельсовет     | деревня Первомайск     | 1                             | ↘302      | 1,41         |
| 10 | Сарвинский сельсовет       | деревня Сарва          | 1                             | ↘239      | 1,27         |
| 11 | Старобедеевский сельсовет  | деревня Старобедеево   | 2                             | ↘619      | 22,38        |
| 12 | Староисаевский сельсовет   | село Старокулево       | 3                             | ↘1383     | 38,03        |

## Населённые пункты
| №  | Населённый пункт | Тип                          | Население | Муниципальное образование  |
| -- | ---------------- | ---------------------------- | --------- | -------------------------- |
| 1  | Байгильдино      | село                         | ↘432      | Байгильдинский сельсовет   |
| 2  | Байкал           | деревня                      | ↘77       | Никольский сельсовет       |
| 3  | Баш-Шиды         | деревня                      | ↘228      | Баш-Шидинский сельсовет    |
| 4  | Бикмурзино       | деревня                      | ↘150      | Байгильдинский сельсовет   |
| 5  | Большетенькашево | деревня                      | ↘320      | Байгильдинский сельсовет   |
| 6  | Большие Шиды     | деревня                      | ↘456      | Баш-Шидинский сельсовет    |
| 7  | Верхнекировский  | деревня                      | ↘32       | Павловский сельсовет       |
| 8  | Вознесенский     | деревня                      | →37       | Никольский сельсовет       |
| 9  | Гизятово         | деревня                      | ↘30       | Новокулевский сельсовет    |
| 10 | Иркенлек         | деревня                      | →0        | Красногорский сельсовет    |
| 11 | Истриково        | деревня                      | ↘222      | Байгильдинский сельсовет   |
| 12 | Ишмуратово       | деревня                      | ↘223      | Староисаевский сельсовет   |
| 13 | Казнаташ         | деревня                      | ↗13       | Новосубаевский сельсовет   |
| 14 | Каргино          | деревня                      | ↘51       | Байгильдинский сельсовет   |
| 15 | Кировка          | деревня                      | →0        | Красноключевский сельсовет |
| 16 | Ключ Бедеево     | деревня                      | ↘100      | Красногорский сельсовет    |
| 17 | Красная Горка    | село, административный центр | ↗4776     | Красногорский сельсовет    |
| 18 | Красный Ключ     | село                         | ↗2289     | Красноключевский сельсовет |
| 19 | Кушкулево        | деревня                      | ↘62       | Байгильдинский сельсовет   |
| 20 | Кызыл-Баржау     | деревня                      | ↗55       | Новокулевский сельсовет    |
| 21 | Малотенькашево   | деревня                      | ↘172      | Байгильдинский сельсовет   |
| 22 | Малые Шиды       | деревня                      | ↘202      | Баш-Шидинский сельсовет    |
| 23 | Никольское       | село                         | ↘627      | Никольский сельсовет       |
| 24 | Нимислярово      | село                         | ↘691      | Новокулевский сельсовет    |
| 25 | Новобедеево      | деревня                      | ↘73       | Красногорский сельсовет    |
| 26 | Новобирючево     | деревня                      | ↗242      | Красногорский сельсовет    |
| 27 | Новоисаево       | деревня                      | ↗9        | Новосубаевский сельсовет   |
| 28 | Новокулево       | село                         | ↘1465     | Новокулевский сельсовет    |
| 29 | Новый Субай      | село                         | ↘346      | Новосубаевский сельсовет   |
| 30 | Нур              | деревня                      | ↘96       | Новосубаевский сельсовет   |
| 31 | Павловка         | село                         | ↘3924     | Павловский сельсовет       |
| 32 | Первомайск       | деревня                      | ↘306      | Первомайский сельсовет     |
| 33 | Пушкино          | деревня                      | →0        | Красноключевский сельсовет |
| 34 | Рятуш            | деревня                      | ↘7        | Новосубаевский сельсовет   |
| 35 | Сарва            | деревня                      | ↘249      | Сарвинский сельсовет       |
| 36 | Саргаязово       | деревня                      | ↘47       | Байгильдинский сельсовет   |
| 37 | Сатлык           | деревня                      | ↘80       | Новокулевский сельсовет    |
| 38 | Старобедеево     | деревня                      | ↘493      | Старобедеевский сельсовет  |
| 39 | Старобирючево    | деревня                      | ↘193      | Старобедеевский сельсовет  |
| 40 | Староисаево      | деревня                      | ↘537      | Староисаевский сельсовет   |
| 41 | Старокулево      | село                         | ↘721      | Староисаевский сельсовет   |
| 42 | Старый Бияз      | деревня                      | ↘82       | Новосубаевский сельсовет   |
| 43 | Тирякле          | деревня                      | 0         | Никольский сельсовет       |
| 44 | Укарлино         | деревня                      | ↘165      | Байгильдинский сельсовет   |
| 45 | Урман            | деревня                      | ↘65       | Байгильдинский сельсовет   |
| 46 | Устье Яман-Елги  | деревня                      | →12       | Красноключевский сельсовет |
| 47 | Усть-Салдыбаш    | деревня                      | ↘35       | Красногорский сельсовет    |
| 48 | Уянкуль          | деревня                      | ↘19       | Новокулевский сельсовет    |
| 49 | Чандар           | деревня                      | ↗247      | Красноключевский сельсовет |
| 50 | Чурашево         | деревня                      | ↘168      | Байгильдинский сельсовет   |
| 51 | Юрмаш            | деревня                      | ↗82       | Никольский сельсовет       |
| 52 | Яман-Порт        | деревня                      | ↗192      | Красноключевский сельсовет |

## Экономика

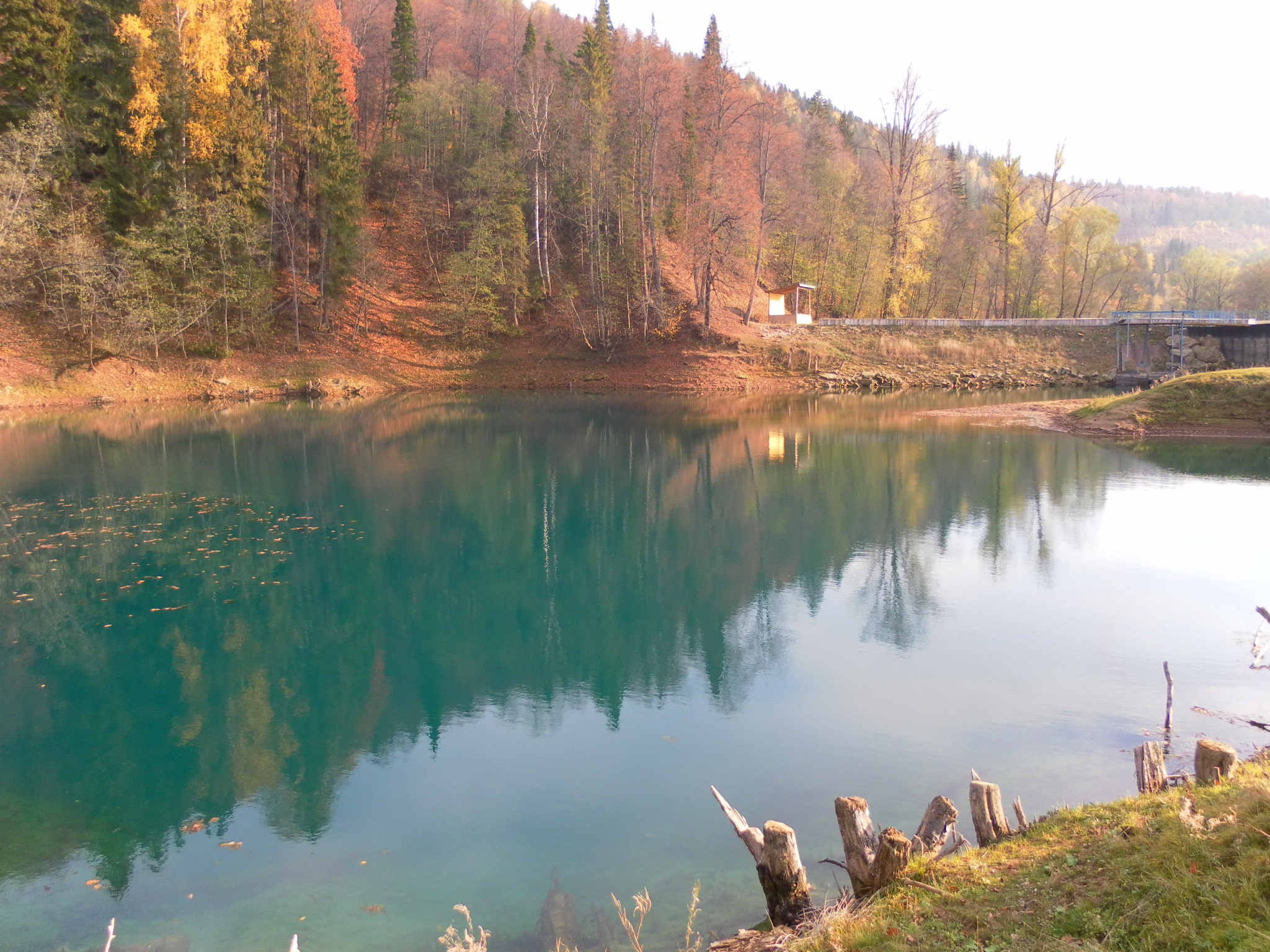
Озеро Красный Ключ

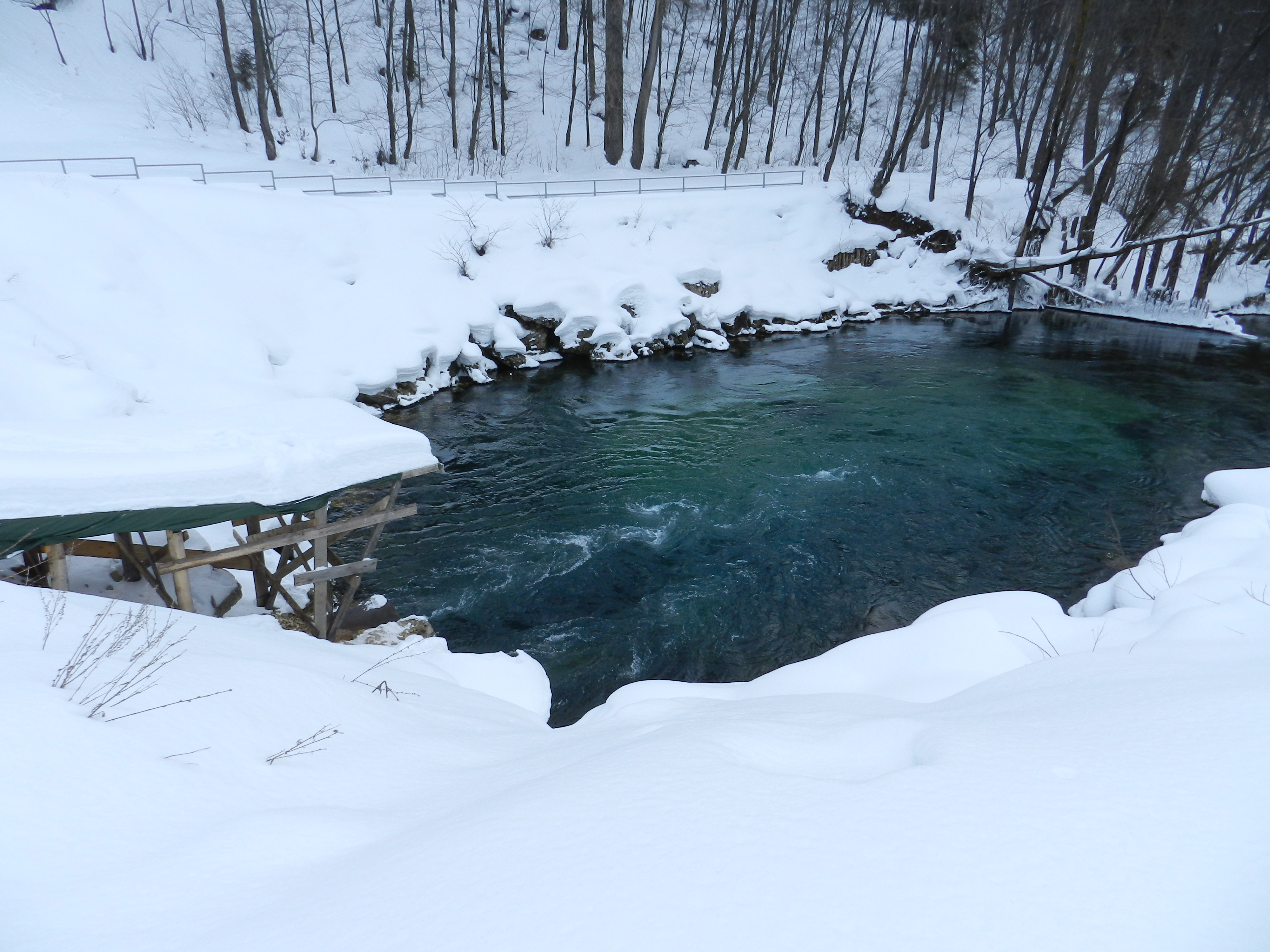
Родник Красный Ключ

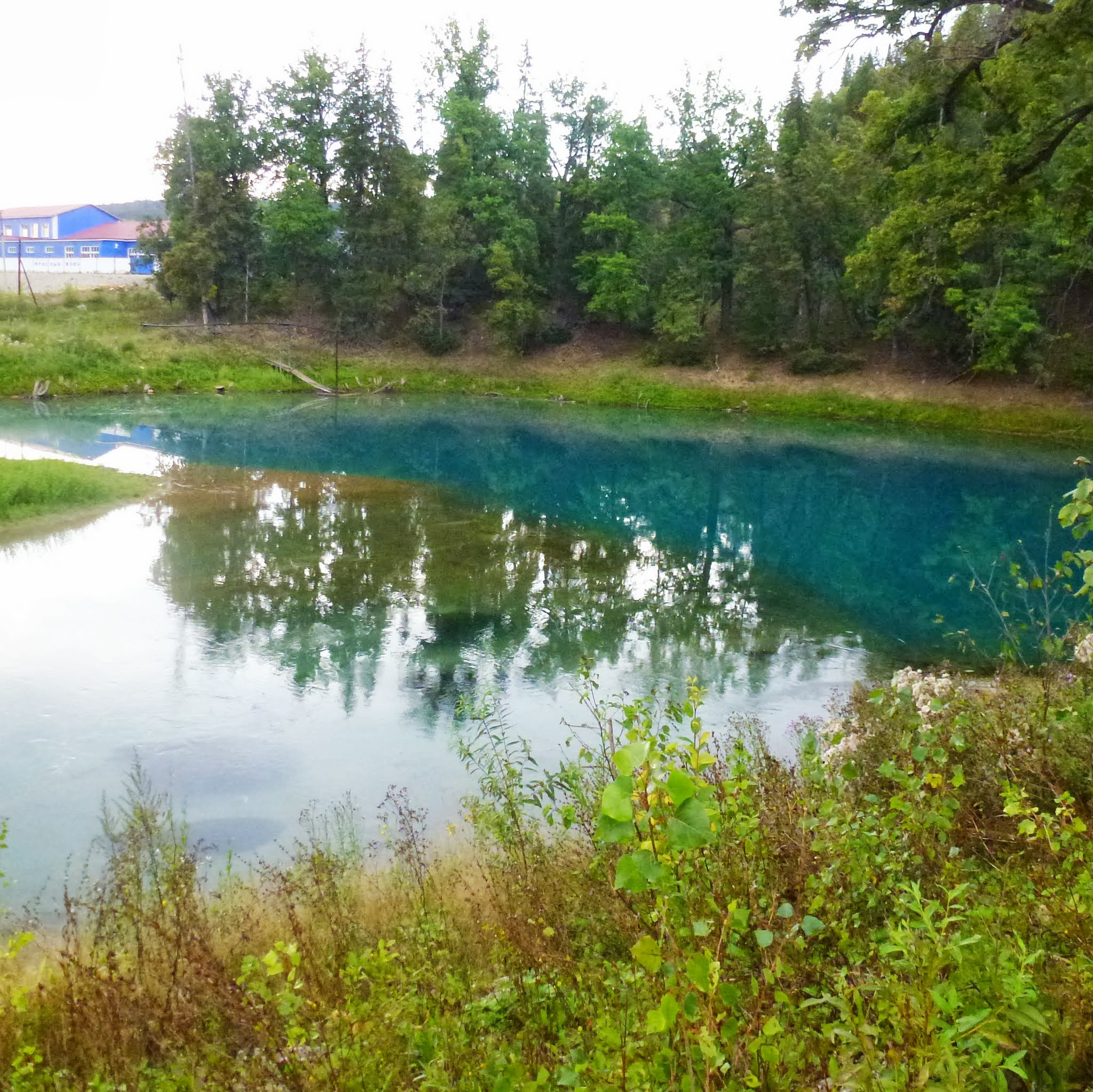
Красный Ключ

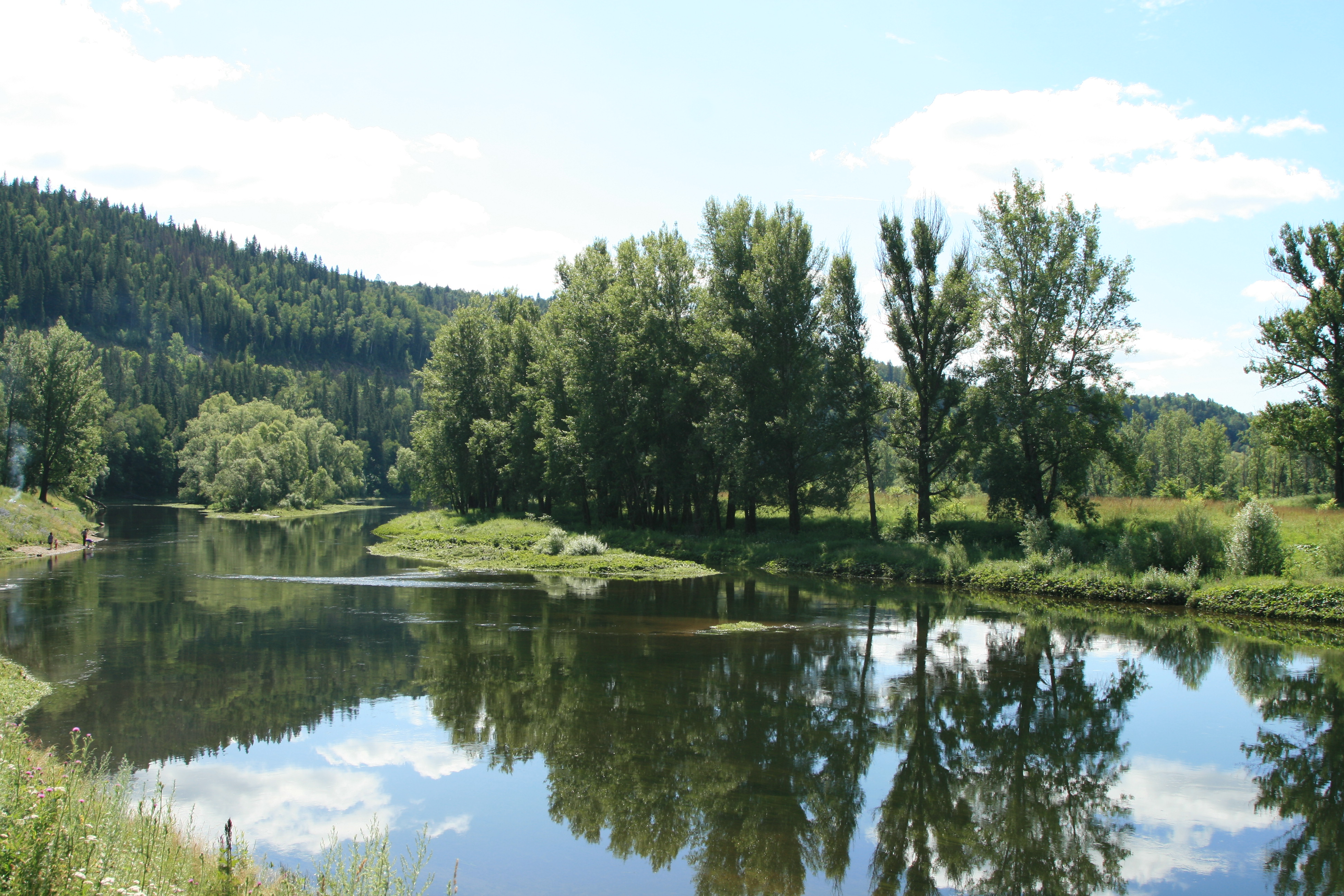
Река Уфа вблизи карстового источника Красный Ключ

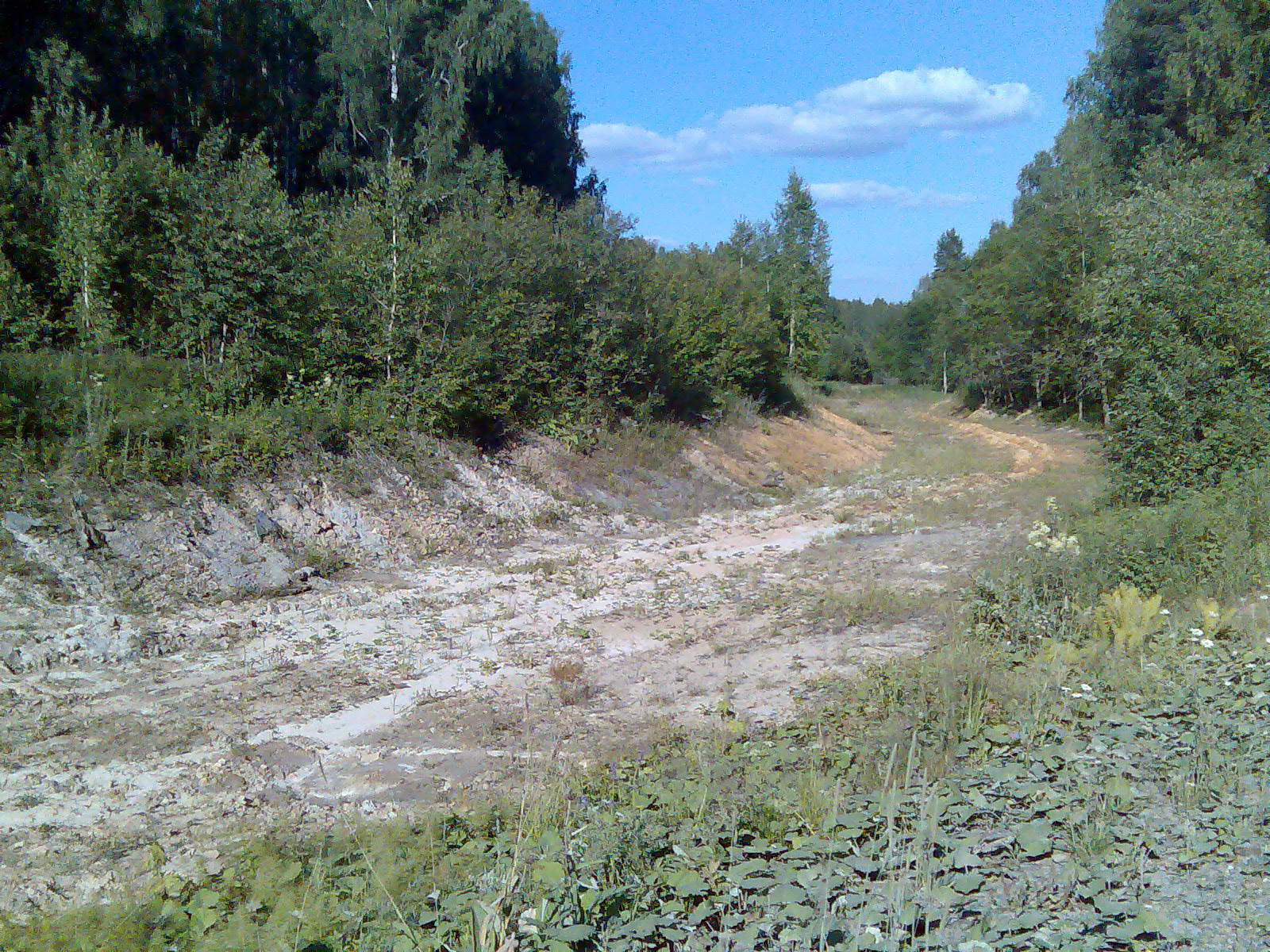
Полотно разобранной узкоколейки

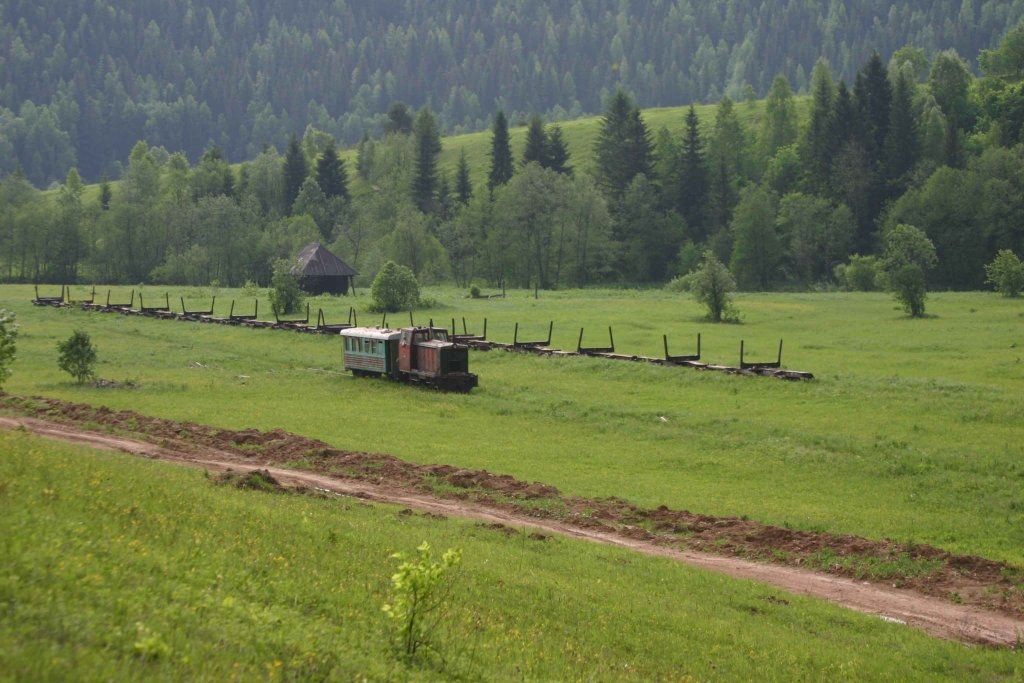
Бывшее село Красивая поляна, станция ЯЕУЖД

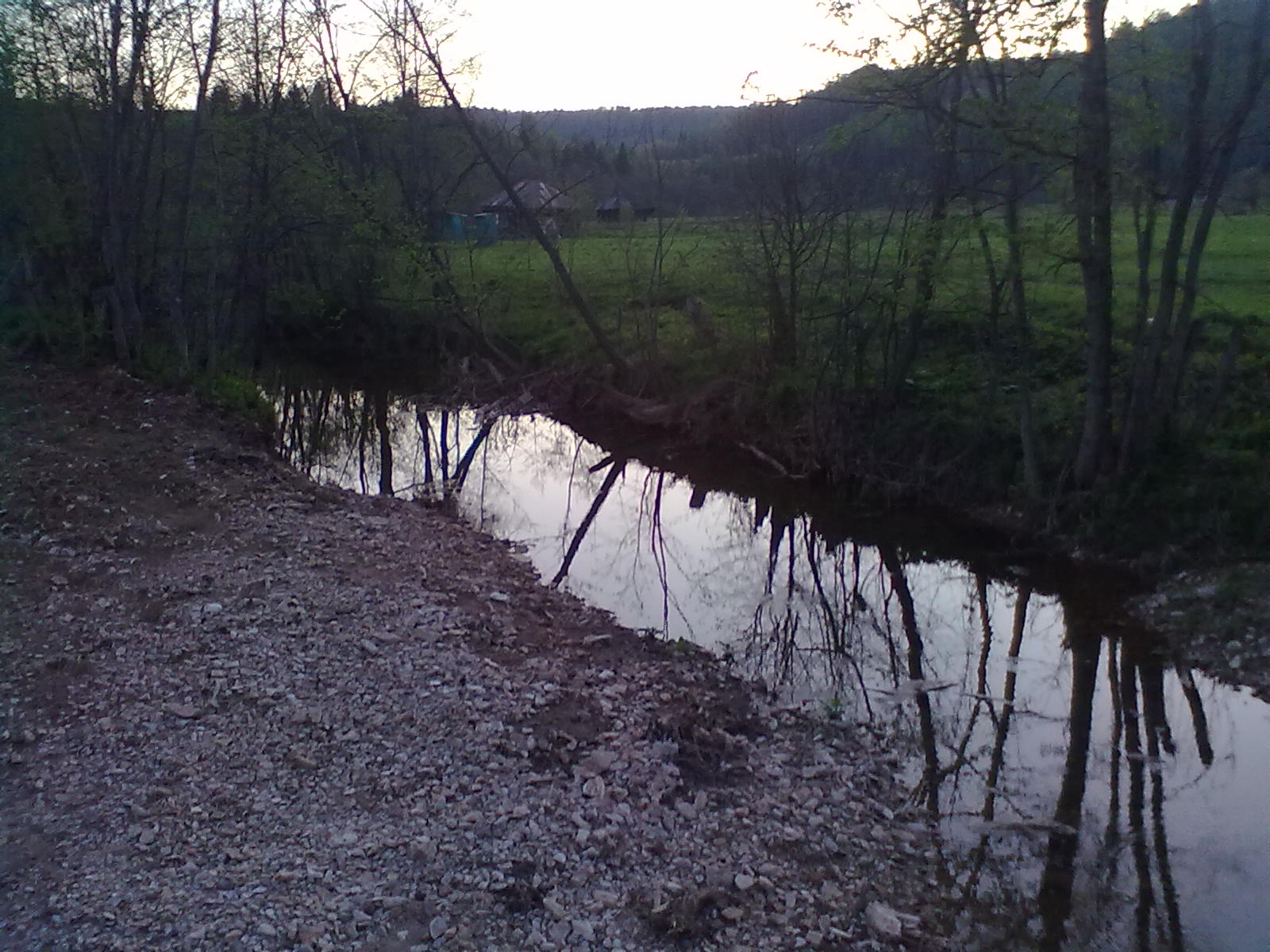
Река Яман-Елга

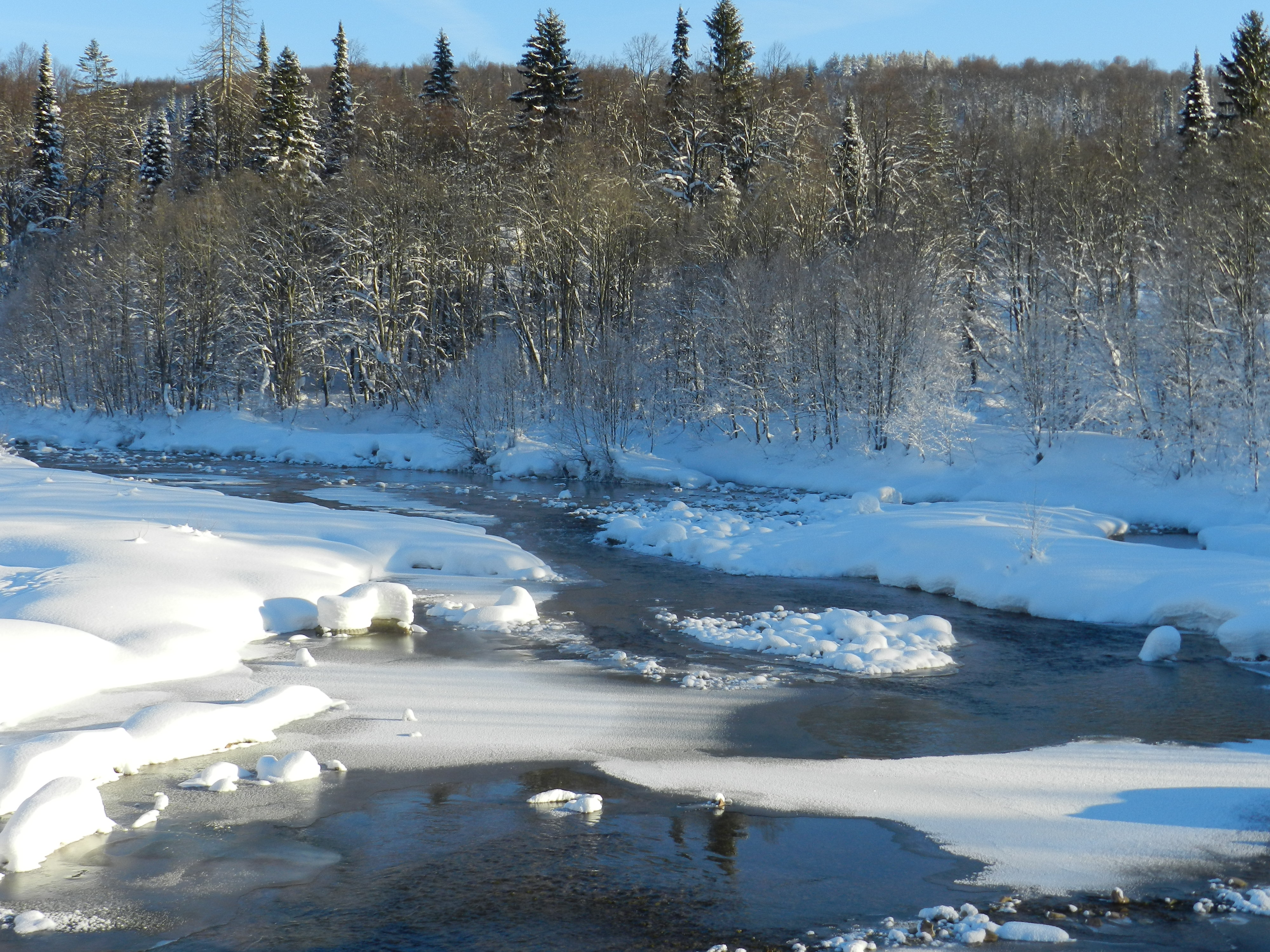
Река Сарва

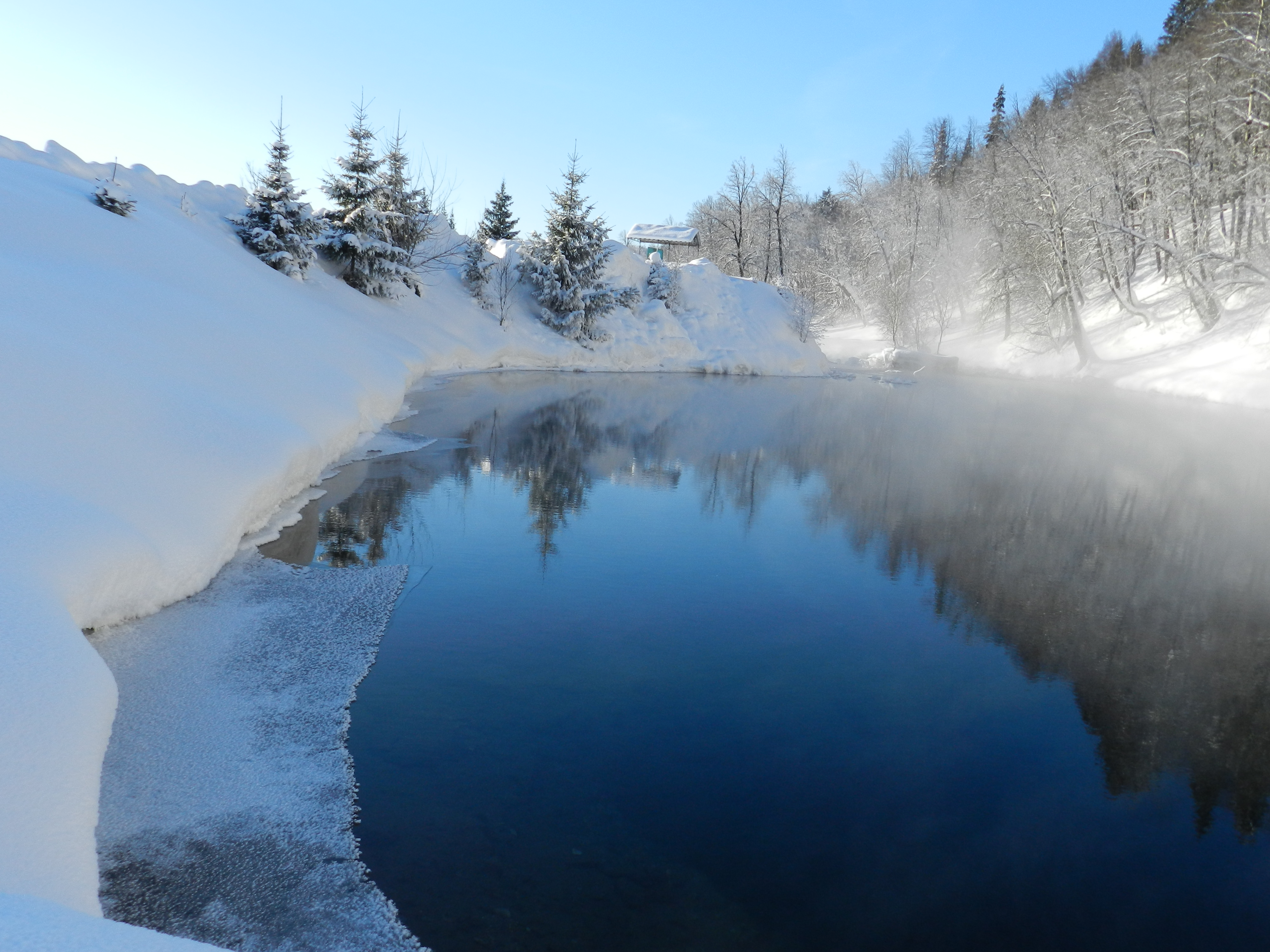
озеро Сарва

Район лесопромышленно-сельскохозяйственный. Сельскохозяйственными землями занято 44,6 тыс. га (16,9 % территории района), в том числе под пашнями — 27,8 тыс. га, сенокосами — 6,8 тыс. га, пастбищами — 10,0 тыс. га. Основные отрасли сельскохозяйственных предприятий: молочно-мясное скотоводство, свиноводство, зерноводство, картофелеводство. Развито пчеловодство.
Павловская ГЭС.

## Транспорт
По территории района проходит региональная автомобильная дорога Иглино — Красная Горка — Павловка.

## Образование
В районе 35 общеобразовательных школ, в том числе 12 средних, музыкальная школа, лицей и профессиональное училище, 25 массовых библиотек, 33 клубных учреждения, центральная районная и 3 сельские участковые больницы. Издаётся газета «Красный Ключ»и "Спутник Нуримановца"

## Известные жители и уроженцы
- Агафонова (Сайкина) Нина Николаевна (28 апреля 1955 г.) — "Бронзовый призёр ВДНХ СССР", "Почётный работник общего образования РФ", член Союза Художников "Юнеско" РБ.
- Валеев, Ярулла Нусратуллович (10 марта 1921 — 6 января 1981) — башкирский писатель, член Союзов писателей Башкирской АССР и СССР (1966), Заслуженный работник культуры Башкирской АССР (1981)[41][42].
- Гайнан Хайри (2 июня 1903 — 16 октября 1938) — башкирский писатель[43][44].
- Галин, Фанур Зуфарович (1 ноября 1947 - 27 ноября 2017) — химик, доктор химических наук (1993), профессор, Заслуженный деятель науки Республики Башкортостан, член-корреспондент Академии Наук Республики Башкортостан (2012)[45][46].
- Исмагилов, Рафаэль Ришатович (род. 25 марта 1951) — учёный агроном, доктор сельскохозяйственных наук (1992), профессор (1993), член-корреспондент Академии Наук Республики Башкортостан (1998), Заслуженный деятель науки Республики Башкортостан (2000), Заслуженный работник высшей школы Российской Федерации (2010), заведующий кафедрой растениеводства и земледелия Башкирского государственного аграрного университета[47][48].
- Камалетдинов Салават Ханифович ( род.1 июня 1963 г.) - Заслуженный врач Республики Башкортостан, Доктор медицинских наук.
- Нуриманов, Багаутдин Ялалетдинович (2 мая 1893—1918) — один из руководителей революционного движения в Башкирии, активный участник гражданской войны в России[49][50].
- Нусратуллин, Вил Касимович (род. 19 августа 1946) — советский и российский экономист, доктор экономических наук, профессор[51][52].
- Сираева, Савия Гимадлисламовна (род. 5 января 1934) — актриса театра Нур, Салаватского театра драмы, Народная артистка Республики Башкортостан (2003), Народная артистка Республики Татарстан (2006), Заслуженная артистка Российской Федерации (2007)[53].
- Сотников, Сергей Михайлович (род. 5 февраля 1958) — начальник вертолётной площадки в Ижме, на которую произвел аварийную посадку самолёт Ту-154[54][55].
- Шаймухаметов, Муфтахутдин Бадретдинович (27 июля 1911 — 14 сентября 1979) — начальник установки Уфимского нефтеперерабатывающего завода, Герой Социалистического Труда (1959)[56].
- Шайхутдинов, Гимай Фасхутдинович (21 июня 1901 — 6 сентября 1952) — командир батареи 89-го гвардейского артиллерийского полка (41-я гвардейская стрелковая дивизия, 4-я гвардейская армия, 2-й Украинский фронт), Герой Советского Союза (1944)[57][58].

## Достопримечательности
- Озеро Бильгиляр — гидрологический памятник природы, часть одноимённого озёрно-болотного комплекса, с высоким биоразнообразием, где обитают и произрастают редкие виды животных и растений. На территории запрещены хозяйственная деятельность и добыча торфа[59][60].
- Озеро Сарва — озеро карстового происхождения, глубиной до 38 метров, вода имеет голубоватый оттенок, меняющийся в зависимости от погоды[61][62].
- Озеро Упканкуль — ценный ботанический памятник природы с редкими видами растений, занесёнными в Красную книгу РФ — водяной уральский орех и алатырский водяной орех[63][64].
- Павловское водохранилище — водохранилище в долине реки Уфы, самое большое водохранилище Башкортостана[65][66].
- Родник «Кипун» — памятник природы Республики Башкортостан, уникальность родника обусловлена тем, что вода здесь за счёт давления бурлит и создает эффект кипячения[67][68].
- Родник «Красный Ключ» — один из крупнейших по дебиту и величине родников в мире, вода прозрачная, зеленовато-голубого цвета с белёсым оттенком[69][70].
- Симкинская узкоколейная железная дорога — лесовозная железная дорога, ликвидирована в 2001—2006 гг., предназначалась для перевозки древесины из лесов Южного Урала к воде[71][72].
- Яман-Елгинская узкоколейная железная дорога — лесовозная железная дорога, ликвидирована в 2010 году, предназначалась для перевозки древесины из лесов Южного Урала к воде[73][74].